# Harkat ul-Mujahidin

Bandiera usata dalla Harkat ul-Mujahidin

Harkat ul-Mujahidin in arabo حركة المجاهدين‎?, Harakat al-Mujāhidīn (lett. "Movimento dei Combattenti del Jihād" ) è un gruppo militante fondamentalista islamico pakistano. Fu fondato nel 1985, inizialmente per opporsi alla presenza sovietica in Afghanistan. I fondatori del gruppo erano fuorusciti dell'Harkat ul-Jihād al-Islami (Movimento Islamico del Jihād).
Vanta di essere un'organizzazione jihādista "il cui primo obiettivo è di acquisire consapevolezza della necessità del Jihād". È un'organizzazione ferocemente anti-induista.
Nel 1989, alla fine della guerra sovietico-afghana, il gruppo entrò nella politica del Kashmir grazie a militanti guidati da Sajjad Afghani. Nel 1993 il gruppo si fuse con la Harkat ul-Jehad al-Islami, "Movimento per il Jihād islamico", per formare la Harkat ul-Ansar (Movimento degli Ansar). Immediatamente dopo la fusione, in India furono arrestati tre suoi membri anziani: Nasrullah Mansur Langaryal, antico capo dell'Harkat-ul Mujahidin nel novembre 1993; Maulana Masood Azhar, Segretario Generale nel febbraio 1994 e, nello stesso mese a Srinagar, Sajjad Afghani (Sajjad Sajid).
Come reazione, il gruppo effettuò numerosi rapimenti nell'intento di liberare i propri leader, tutti però falliti. Si collegò col gruppo kasmiri al-Faran, che rapì cinque turisti occidentali in Kashmir nel luglio del 1995; uno, Hans Christian Ostrø, fu assassinato nell'agosto di quello stesso anno e gli altri quattro furono uccisi nel dicembre del 1995. Nel 1997 il gruppo tornò al suo nome originale di Harkat al-Mujahidin, in risposta alla definizione di "terrorista" data dagli Stati Uniti dell'Harkat al-Ansar. Nel 1999 Sajjad fu ucciso durante un'evasione che condusse il gruppo al dirottamento del volo 814 della Indian Airlines in dicembre e che portò alla liberazione di Maulana Mas'ud Azhar, Ahmad Omar Said Shaikh e Mushtaq Ahmad Zargar. Azhar tuttavia non tornò nella Harkat ul-Mujahidin, scegliendo invece di formare il Jaysh-e Mohammed (Esercito di Muhammad), un gruppo rivale terroristico che espresse una linea ancor più radicale di quella dell'Harkat ul-Mujahidin. Il gruppo non ha finora realizzato attentati di rilievo. Il gruppo tornò ancora sotto il mirino degli Stati Uniti dopo gli attentati dell'Attentati dell'11 settembre, inducendo il Presidente George W. Bush a mettere al bando il gruppo il 25 settembre 2001.
Il leader che da lungo tempo guidava il gruppo, Fazlur Rehman Khalil, a metà febbraio 2000 dette le dimissioni da "Emiro" dell'Harkat ul-Mujahidin, lasciando le redini del movimento nelle mani del popolare comandante kashmiri e suo braccio destro, Faruq Kashmiri. Khalil assunse la carica di Segretario Generale dell'Harkat ul-Mujahidin.
Il gruppo si pensa abbia varie migliaia di sostenitori armati dislocati nel Kashmir pakistano, nel Kashmir meridionale indiano e nelle regioni di Doda. Impiega armi leggere e mitragliatori, fucili d'assalto, mortai, esplosivi e razzi. L'Harkat ul-Mujahidin ha perso vari militanti a causa delle defezioni a favore del Jaysh-e Mohammed.
Il gruppo è basato a Muzaffarabad, Rawalpindi e in numerose altre città del Pakistan e dell'Afghanistan, ma i suoi membri conducono azioni di guerriglia e attività terroristiche principalmente in Kashmir.
Il 10 ottobre 2005, l'Home Office britannico ha messo al bando l'Harkat ul-Mujahidin e 14 altri gruppi terroristici dal territorio del Regno Unito. L'appartenere al, in base al Terrorism Act 2000, è sanzionato da una pena detentiva di 10 anni.
L'organizzazione ha gestito il suo dominio informatico harkatulmujahideen.org fino agli ultimi del 2001, quando tale dominio è stato abbandonato.  Nel marzo 2002 un giornalista freelance statunitense, Brian McWilliams, ha acquistato il nome del dominio e ha creato un website a tale indirizzo.  Ha chiarito che le sue intenzioni erano quelle di vedere che tipo di risposta avrebbe ricevuto da gihadisti internazionali o non meglio identificati e infatti egli ha rivelato di aver ricevuto numerosi messaggi elettronici da persone di tutto il mondo che erano entusiasti d'impegnarsi in attività terroristiche e di lotta violenta.
Nel febbraio 2003, dopo il rilascio del virus Slammer, la rivista Computerworld ha riportato la notizia che il website dell'Harkat ul-Mujahidin (sito di McWilliams) era stato all'origine dell'attacco globale portato ai computer.  McWilliams rese noto che egli aveva completato la sua sperimentazione ma le polemiche su tutta la questione non sono del tutto cessate.
La versione del website dell'Harkat ul-Mujahidin di McWilliams è rimasta inalterata, almeno fino ai primi del 2003.